# Wolfgang Gebauer
Wolfgang Gebauer (* 30. Dezember 1941) ist ein ehemaliger Funktionär der SED, der unter anderem zwischen 1976 und 1989 Kandidat des Zentralkomitees (ZK) der SED war. Er fungierte zudem als Vorsitzender der LPG Pflanzenproduktion „IX. Parteitag der SED“ Harsleben im Bezirk Magdeburg.

## Leben
Wolfgang Gebauer war beruflich als Agrotechniker und staatlich geprüfter Landwirt tätig und wurde 1964 Mitglied der Sozialistischen Einheitspartei Deutschlands (SED). In den 1970er Jahren wurde er Vorsitzender der LPG Pflanzenproduktion Harsleben im Bezirk Magdeburg, die später in LPG Pflanzenproduktion „IX. Parteitag der SED“ umbenannt wurde. Er selbst wurde auf dem IX. Parteitag der SED (18.–22. Mai 1976) erstmals zum Kandidaten des Zentralkomitees (ZK) der SED gewählt und behielt die Funktion in diesem Parteigremium nach seinen Wiederwahlen auf dem X. Parteitag (11.–16. April 1981) und dem XI. Parteitag der SED (17.–21. April 1986) bis zum 3. Dezember 1989, als das ZK auf der 12. Tagung des ZK geschlossen zurücktrat. Am 19. Juni 1978 wurde ihm der am 28. April 1977 neu geschaffene Ehrentitel Verdienter Genossenschaftsbauer der Deutschen Demokratischen Republik verliehen und er wurde darüber hinaus zu Beginn der 1980er Jahre Vorsitzender des Kooperationsrates Harsleben. Als LPG-Vorsitzender und Kandidat des ZK nahm er zudem an zahlreichen Parteiversammlungen teil und empfing auch verschiedene führende DDR-Politiker wie Werner Eberlein, Mitglied des Politbüros des ZK der SED sowie 1. Sekretär der SED-Bezirksleitung Magdeburg, oder den Minister für Land-, Forst- und Nahrungsgüterwirtschaft, Bruno Lietz.